# برونو ساکو

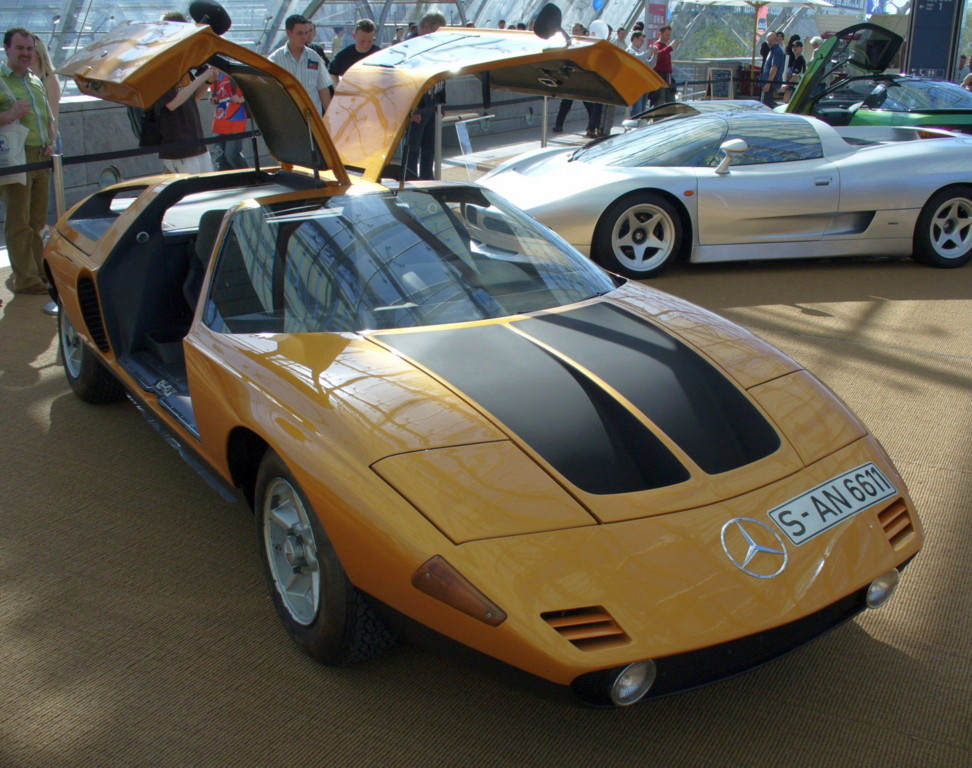
مرسدس-بنز سی۱۱۱، با درب‌های بال‌پرنده‌ای باز. این خودروی مفهومی با موتور وانکل یکی از پروژه‌های ساکو قبل از انتخاب او به سمت طراح دایملر-بنز بود.

برونو ساکو (زاده ۱۲ نوامبر ۱۹۳۳ در اودینه، ایتالیا - درگذشته ۱۹ سپتامبر ۲۰۲۴) یک طراح خودرو و مهندس ارشد بازنشسته ایتالیایی-آلمانی بود که از سال ۱۹۷۵ تا ۱۹۹۹ به‌عنوان رئیس طراحی در گروه دایملر-بنز، سازنده آلمانی خودروها و کامیون‌های مرسدس بنز خدمت کرد.
از آنجایی که برونو ساکو در سال ۱۹۵۸ به‌عنوان طراح مرسدس-بنز استخدام شد، کار و مشارکت او در طراحی صنعتی خودروهای آن شرکت بیش از چهار دهه طول کشید.

## زندگی‌نامه

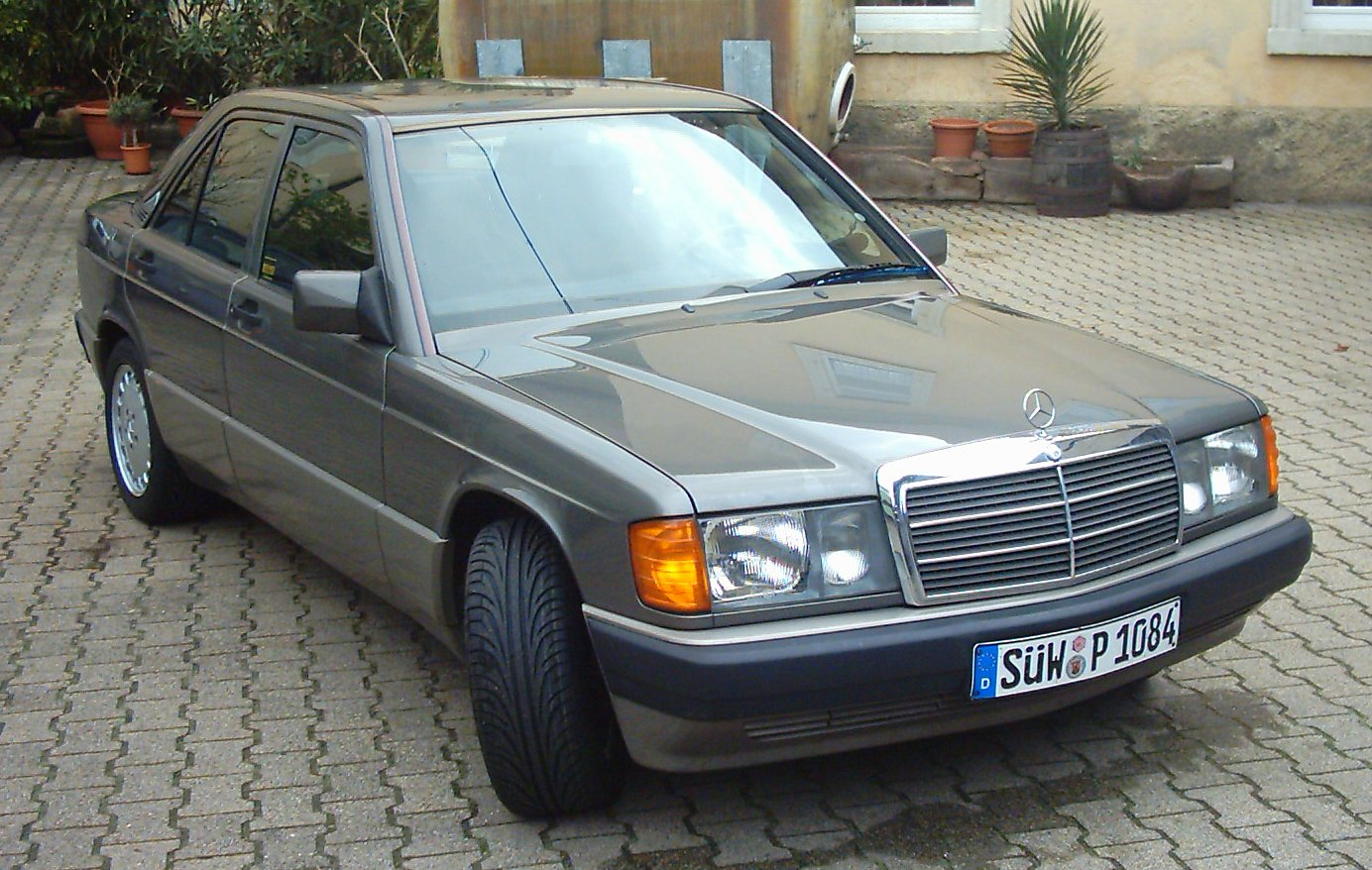
مرسدس بنز 190 (W201) ، "مهمترین" طراحی ساکو.

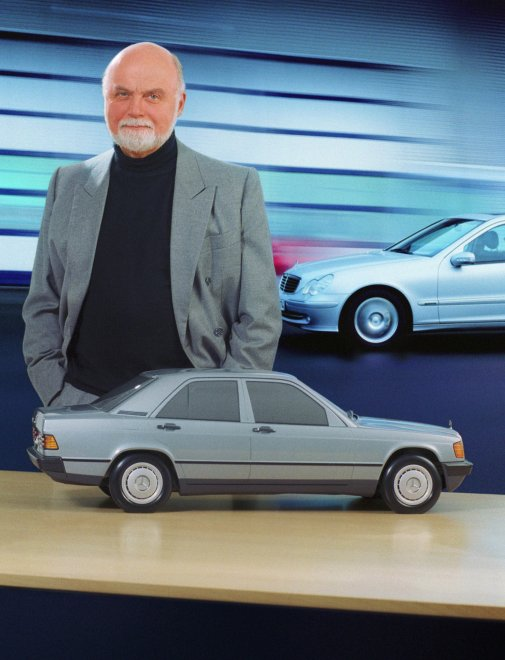
برونو ساکو با ماکت دبلیو۲۰۱

به گفته خود ساکو، وقتی در هجده‌سالگی و در حال دوچرخه‌سواری، یک استودبیکر رگال مدل ۱۹۵۰ با طراحی ریموند لووی را در خیابان های تاروویزیو دید٬ انگیزه طراحی خودرو به او دست داد. پس از آن بود که نتوانست تصویر خودرو را از سرش بیرون بیاورد و «فهمید سرنوشتش تعیین شده است». 
پس از تحصیل در رشته مهندسی مکانیک در دانشگاه پلی‌تکنیک تورین، ابتدا به دنبال کار در شرکت‌های اتوبوس‌سازی مشهور گیا و پینینفارینا رفت، اما کاری پیدا نکرد و به آلمان نقل‌مکان کرد.  دایملر-بنز٬ او را به عنوان طراح در ۱۹۵۸ استخدام کرد،  و اگرچه او قصد داشت فقط برای مدت کوتاهی بماند، ازدواجش با آنه‌ماری ایبه برلینی در ۱۹۵۹ و تولد دخترشان مارینا در سال بعد، او را وادار کرد که در آیندهٔ خود تجدید نظر کند. 
ساکو طی پانزده سال آتی در دایملر-بنز ارتقا یافت و در ۱۹۷۴ مهندس ارشد شد. در ۱۹۷۵ به عنوان رئیس مرکز طراحی دایملر-بنز در سیندلفینگن٬ جای فریدریش گایگر  نشست.   در ربع‌قرن آتی، تا ۱۹۹۹ که بازنشسته شد، او مسئول طراحی هر خودروی سواری، اتوبوس و کامیون مرسدس بود.  از آثار او می‌توان به خودروی مفهومی سی۱۱۱، سه نسل پیاپی از سدان‌های لوکس سری اس (دبلیو۱۲۶، دبلیو۱۴۰ و دبلیو۲۲۰)، آر۱۲۹، خودروی سدان جمع‌وجور دبلیو۲۰۲، اتاق‌های دبلیو۱۲۴ و دبلیو۲۱۰ در رده سدان‌های کلاس ئی، خودروهای اسپرت سی۲۰۸ و اس‌ال‌کا، خودروی اسپرت لوکس جی‌ال‌ئی و  دبلیو۲۰۳ اشاره کرد.  ساکو سهم بالایی در طراحی دبلیو۱۲۳، پرفروش‌ترین مرسدس بنز تاکنون  و نیز آخرین طراحی خود، آر۲۳۰ (در ۱۹۹۷) داشت.
طراحی مورد علاقه ساکو، به دلیل اهمیتی که برای تاریخ شرکت بنز دارد، مرسدس-بنز ۱۹۰ است که در سال ۱۹۸۲ به بازار آمد ولی او از طراحی دبلیو۱۴۰ ناراضی بود، زیرا بخش بالایی نمای این خودرو (اصطلاحاً گلخانه) را ۱۰سانتی‌متر بیش از حد بلند گرفته‌بود.  در دوران بازنشستگی، او به‌جای اس‌ال‌کا قرمز قدیمی خود، یک ۵۶۰اس‌ئی‌سی سرمه‌ای سوار می‌شد.  
ساکو در زیندلفینگن، حومه اشتوتگارت زندگی می‌کرد و علاوه بر ۵۶۰ مدل ۱۹۸۹ خود، یک دبلیو۲۱۳ کوپه ۲۰۱۹ سرمه‌ای نیز داشت.  